# Coulandon
 Coulandon  là một xã ở tỉnh Allier thuộc miền trung nước Pháp.